# Unterseeboot 57 (1938)
Pour les articles homonymes, voir Unterseeboot 57.
Le Unterseeboot 57 ou U-57 est un sous-marin allemand (U-Boot) de type II.C de la Kriegsmarine de la Seconde Guerre mondiale.
Comme les sous-marins de type II étaient trop petits pour des missions de combat dans l'océan Atlantique, il a été affecté principalement dans la Mer du Nord.

## Présentation
Mis en service le 29 décembre 1938, l'U-57 a servi comme sous-marin d'entrainement de 1938 à 1939 au sein de la Unterseebootsflottille "Emsmann".
Il réalise sa première patrouille de guerre, quittant le port de Memel, le 3 septembre 1939, sous les ordres de l'Oberleutnant zur See Claus Korth. Il rejoint Kiel le 5 septembre 1939 après trois jours en mer.
L'Unterseeboot 57 a effectué onze patrouilles, détruisant onze navires marchands pour un total de 48 053 tonneaux et un navire de guerre auxiliaire 8 240 tonneaux ; il a endommagé deux navires marchands pour un total de 10 403 tonneaux et a endommagé de manière irrécupérable un navire marchand de 10 191 tonneaux pour un total de 173 jours en mer.
Sa onzième patrouille commence le 14 août 1940, en quittant Lorient sous les ordres de l'Oberleutnant zur See Erich Topp. Le 24 août 1940, l'U-57 endommage un navire de 5 407 tonneaux au nord-est de Malin Head le 24 août 1940 et coule deux autres navires marchands pour un total de 16 620 tonneaux. Il est attaqué sans succès par des navires de guerre britanniques le lendemain. Il coule un navire marchand de 7 468 tonneaux dans la soirée du 25 août, le navire sombrant en 90 secondes.
De retour en Allemagne, il est relégué à des tâches d'entraînement. L'U-57 coule le 3 septembre 1940 à 0 heure 15 minutes après une collision accidentelle avec le navire à vapeur norvégien Rona à Brunsbüttel (nord-ouest de Hambourg), à la position géographique de 53° 53′ N, 9° 09′ E. Six membres d'équipage meurent dans cet accident.
L'U-57 est renfloué en janvier 1941, réparé et remis en service en janvier 1941.
Il quitte le service actif et devient bateau-école, d'abord à la 22. Unterseebootsflottille à Gotenhafen, puis à partir du 1er juillet 1944 à la 19. Unterseebootsflottille à Pillau.
Le 3 mai 1945, pour répondre aux ordres de l'amiral Karl Dönitz donnés par l'Opération Regenbogen, l'U-57 est sabordé à Kiel à la position géographique de 54° 19′ N, 10° 10′ E. Après guerre, il est démoli.

## Affectations
- Unterseebootsflottille "Emsmann" à Kiel du 29 décembre 1938 au 31 décembre 1939 (entrainement)
- 1. Unterseebootsflottille à Kiel du 1er janvier au 3 septembre 1940 (service active)
- 22. Unterseebootsflottille à Gotenhafen du 11 janvier 1941 au 30 juin 1944 (navire-école)
- 19. Unterseebootsflottille à Pillau du 1er juillet 1944 au 3 mai 1945 (navire-école)

## Commandements
- Kapitänleutnant Claus Korth du 29 décembre 1938 au 4 juin 1940
- Oberleutnant zur See Erich Topp du 5 juin au 15 septembre 1940
- Wilhelm Eisele du 11 janvier 1941 au 16 mai 1943
- Oberleutnant zur See Walter Zenker du 17 mai 1943 au 31 juillet 1944
- Oberleutnant zur See Peter Kühl du 1er août 1944 à mai 1945

Nota: Les noms de commandants sans indication de grade signifie que leur grade n'est pas connu avec certitude à notre époque à la date de la prise de commandement.

## Patrouilles
|       | Commandant         | Départ           | Départ        | Arrivée           | Arrivée       | Jours     | Succès   |
| ----- | ------------------ | ---------------- | ------------- | ----------------- | ------------- | --------- | -------- |
|       | Oblt. Claus Korth  | 23 août 1939     | Kiel          | 26 août 1939      | Memel         | 4 jours   |          |
|       | Oblt. Claus Korth  | 26 août 1939     | Memel         | 2 septembre 1939  | Memel         | 8 jours   |          |
| 1     | Oblt. Claus Korth  | 3 septembre 1939 | Memel         | 5 septembre 1939  | Kiel          | 3 jours   |          |
| 2     | Oblt. Claus Korth  | 5 septembre 1939 | Kiel          | 18 septembre 1939 | Kiel          | 14 jours  |          |
| 3     | Oblt. Claus Korth  | 25 octobre 1939  | Kiel          | 5 novembre 1939   | Kiel          | 12 jours  |          |
| 4     | Kptlt. Claus Korth | 12 novembre 1939 | Kiel          | 23 novembre 1939  | Kiel          | 12 jours  | 2 949    |
|       | Kptlt. Claus Korth | 5 décembre 1939  | Kiel          | 5 décembre 1939   | Wilhelmshaven | 1 jour    |          |
| 5     | Kptlt. Claus Korth | 7 décembre 1939  | Wilhelmshaven | 16 décembre 1939  | Kiel          | 10 jours  | 1 173    |
| 6     | Kptlt. Claus Korth | 16 janvier 1940  | Kiel          | 25 janvier 1940   | Wilhelmshaven | 10 jours  | 9 568    |
| 7     | Kptlt. Claus Korth | 8 février 1940   | Wilhelmshaven | 25 février 1940   | Wilhelmshaven | 18 jours  | 15 187   |
| 8     | Kptlt. Claus Korth | 14 mars 1940     | Wilhelmshaven | 29 mars 1940      | Wilhelmshaven | 16 jours  | 5 742    |
| 9     | Kptlt. Claus Korth | 4 avril 1940     | Wilhelmshaven | 7 mai 1940        | Kiel          | 34 jours  | 1 591    |
|       | Oblt. Erich Topp   | 11 juillet 1940  | Kiel          | 15 juillet 1940   | Bergen        | 5 jours   | 4 360    |
| 10    | Oblt. Erich Topp   | 15 juillet 1940  | Bergen        | 20 juillet 1940   | Bergen        | 6 jours   | 10 612   |
|       | Oblt. Erich Topp   | 22 juillet 1940  | Bergen        | 7 août 1940       | Lorient       | 17 jours  | 2 161    |
| 11    | Oblt. Erich Topp   | 14 août 1940     | Lorient       | 3 septembre 1940  | Coulé         | 21 jours  | 29 495   |
| Total | Total              | Total            | Total         | Total             | Total         | 173 jours | 76 887 t |

Note : Oblt. = Oberleutnant zur See - Kptlt. = Kapitänleutnant

## Navires coulés
L'Unterseeboot 57 a coulé 11 navires marchands pour un total de 48 053 tonneaux et 1 navire de guerre auxiliaire 8 240 tonneaux, a endommagé 2 navires marchands pour un total de 10 403 tonneaux et endommagé de manière irrécupérable 1 navire marchand de 10 191 tonneaux au cours des 11 patrouilles (173 jours en mer) qu'il effectua.
| Date             | Nom               | Nationalité     | Tonnage (GRT) | Fait                                                   |
| ---------------- | ----------------- | --------------- | ------------- | ------------------------------------------------------ |
| 17 novembre 1939 | Kaunas            | Lituanie        | 1 566         | Coulé                                                  |
| 19 novembre 1939 | Stanbrook         | Grande-Bretagne | 1 383         | Coulé                                                  |
| 13 décembre 1939 | Mina              | Estonie         | 1 173         | Coulé                                                  |
| 20 janvier 1940  | Miranda           | Norvège         | 1 328         | Coulé                                                  |
| 26 janvier 1940  | HMS Durham Castle | Grande-Bretagne | 8 240         | Coulé (mine)                                           |
| 14 février 1940  | Gretafield        | Grande-Bretagne | 10 191        | Endommagé - Irrécupérable. Fait partie du convoi HX 18 |
| 21 février 1940  | Loch Maddy        | Grande-Bretagne | 4 996         | Endommagé. Fait partie du convoi HX 19                 |
| 25 mars 1940     | Daghestan         | Grande-Bretagne | 5 742         | Coulé                                                  |
| 17 juillet 1940  | Manipur           | Grande-Bretagne | 8 652         | Coulé                                                  |
| 17 juillet 1940  | O.A. Brodin       | Suède           | 1 960         | Coulé                                                  |
| 3 août 1940      | Atos              | Suède           | 2 161         | Coulé                                                  |
| 24 août 1940     | Cumberland        | Grande-Bretagne | 10 939        | Coulé                                                  |
| 24 août 1940     | Havildar          | Grande-Bretagne | 5 407         | Endommagé                                              |
| 24 août 1940     | Saint Dunstan     | Grande-Bretagne | 5 681         | Coulé                                                  |
| 25 août 1940     | Pecten            | Grande-Bretagne | 7 468         | Coulé                                                  |

### Sources
- (en) Cet article est partiellement ou en totalité issu de l’article de Wikipédia en anglais intitulé « German submarine U-57 (1938) » (voir la liste des auteurs).